# 1080p
1080p er betegnelsen for et HDTV-videoformat. Tallet 1080 henviser til at der er 1.080 vandrette linjer i den vertikale opløsning , mens bogstavet p står for progressive scan (dvs. at alle linjerne vises i hvert billede i modsætning til interlaced, hvor det kun er hver anden linje der vises i hvert billede). Formatet bruges normalt til et widescreen skærmformat på 16:9, der indebærer en horisontal opløsning på 1.920 pixels. Det skaber en skærmopløsning på i alt 1.920 × 1.080 pixels. Billeopdateringen kan enten være ubeskrevet eller specificeret med bogstavet p (eller i) efterfulgt af en talstørrelse, som f.eks. 1080p30, der betyder, at skærmen kan vise 30 nye billeder i sekundet, eller 1080i60, svarende til 60 halvbilleder per sekund.
Brugen af betegnelserne 1080p og det nært beslægtede 1080i ved omtale af forbrugerprodukter kan dække over en række forskelligheder. For eksempel kan videoudstyr opskaleres til 1080p ved, at man lader et materiale i lavere opløsning blive omformateret til en højere skærmopløsning. Det derved dannede billede vil ikke nå samme kvalitet som billeder, der stammer fra ægte 1080p kildemateriale og bliver vist på en 1080p-kompatibel skærm. Udstyr, der kun kan vise 720p eller 720i, er faktisk ikke i stand til at vise billedmateriale i 1080p- eller 1080i-kvalitet, når der bruges fuld opløsning. Derfor medfører den slags materiale almindeligvis, at udstyret skal nedskaleres til materialets lavere niveau. 
Man bruger undertiden udtrykket "ægte 1080p" for at henvise til udstyr, der kan vise 1080p i fuld kvalitet. Et 1080p billede med en vandret opløsning (per linje), der svarer til den såkaldte "2K digitale biograf teknologi", kaldes i marketingmaterialer ofte for "Full HD".